# إدوارد ويد
إدوارد ويد (بالإنجليزية: Edward Wade)‏ هو محامي وسياسي أمريكي، ولد في 22 نوفمبر 1802 في الولايات المتحدة، وتوفي في 13 أغسطس 1866 في الولايات المتحدة. حزبياً، نشط في الحزب الجمهوري. وقد انتخب عضو مجلس النواب الأمريكي.